# Tysklands flygvapen under andra världskriget

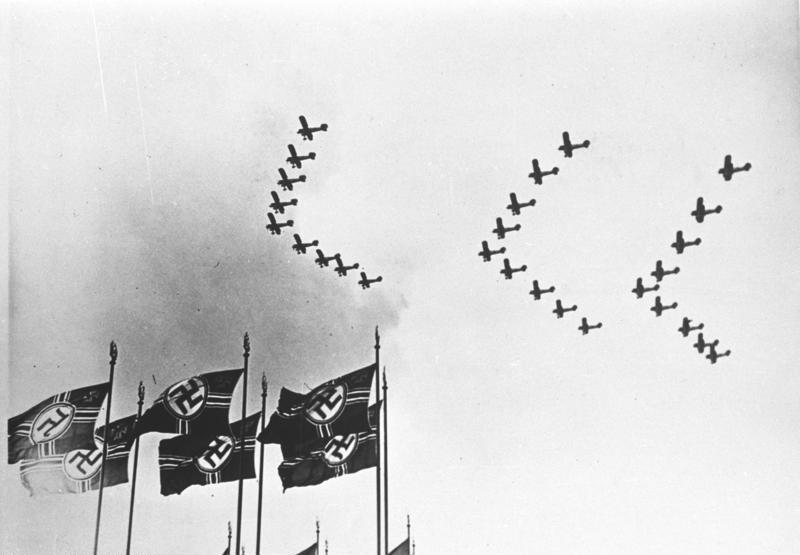
Luftwaffe review, 1937

## Historia

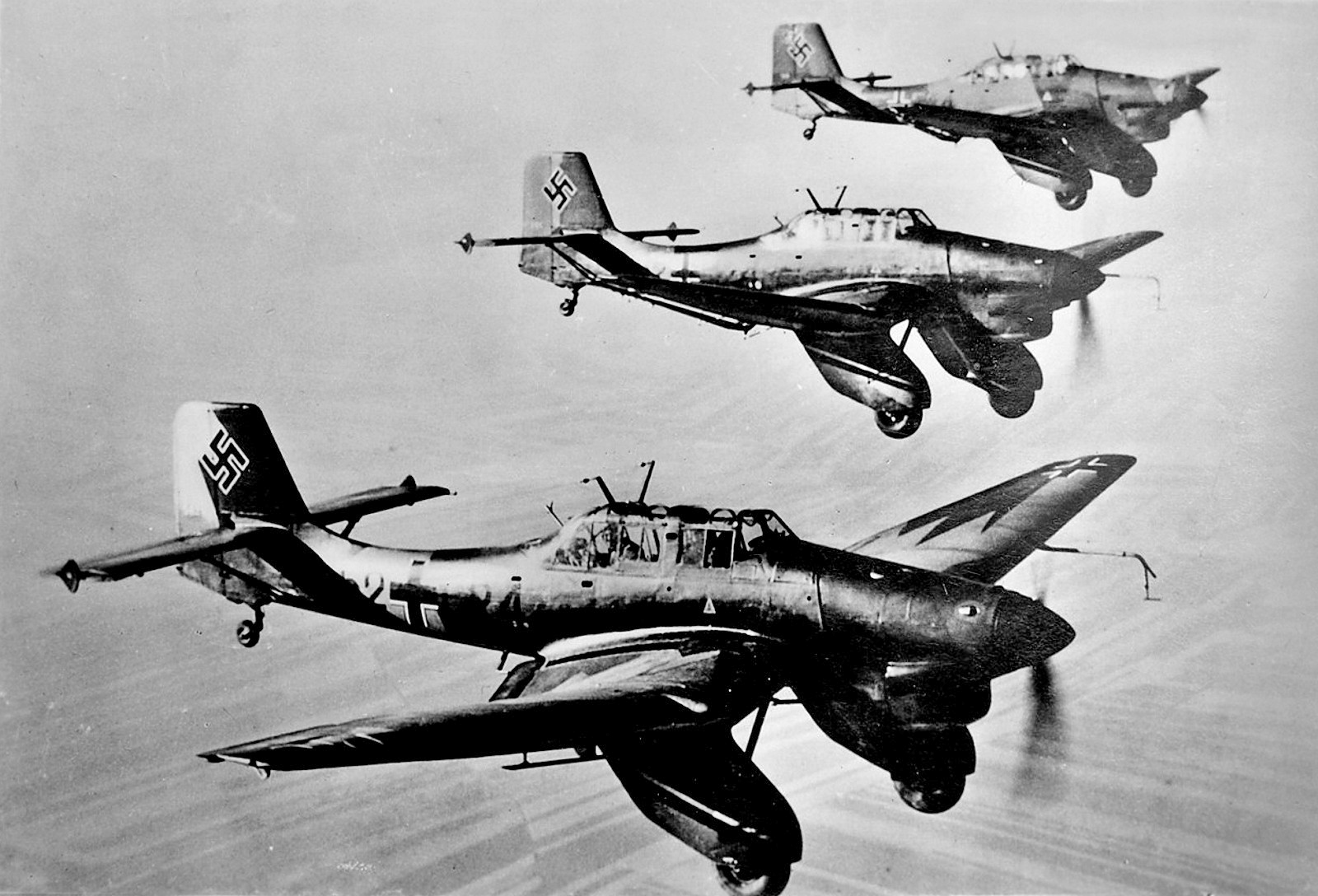
Tyska Junkers Ju 87 störtbombflygplan

Den blixtkrigstaktik som utformats under det spanska inbördeskriget, byggde på ett mycket utvecklat taktiskt samarbete mellan markstridskrafter och flygstridskrafter och visade sig vara mycket effektiv när Tyskland besegrade Polen 1939, Norge, Danmark, Luxemburg, Belgien, Nederländerna och Frankrike 1940, samt Jugoslavien och Grekland 1941. Det tyska flygvapnets försök att genomföra ett strategiskt bombkrig mot Storbritannien 1940 - Slaget om Storbritannien - var dock ett stort misslyckande, inte minst därför att Luftwaffe i huvudsak var ett taktiskt flygvapen, med begränsad strategisk kapacitet. 

### Slaget om Storbritannien

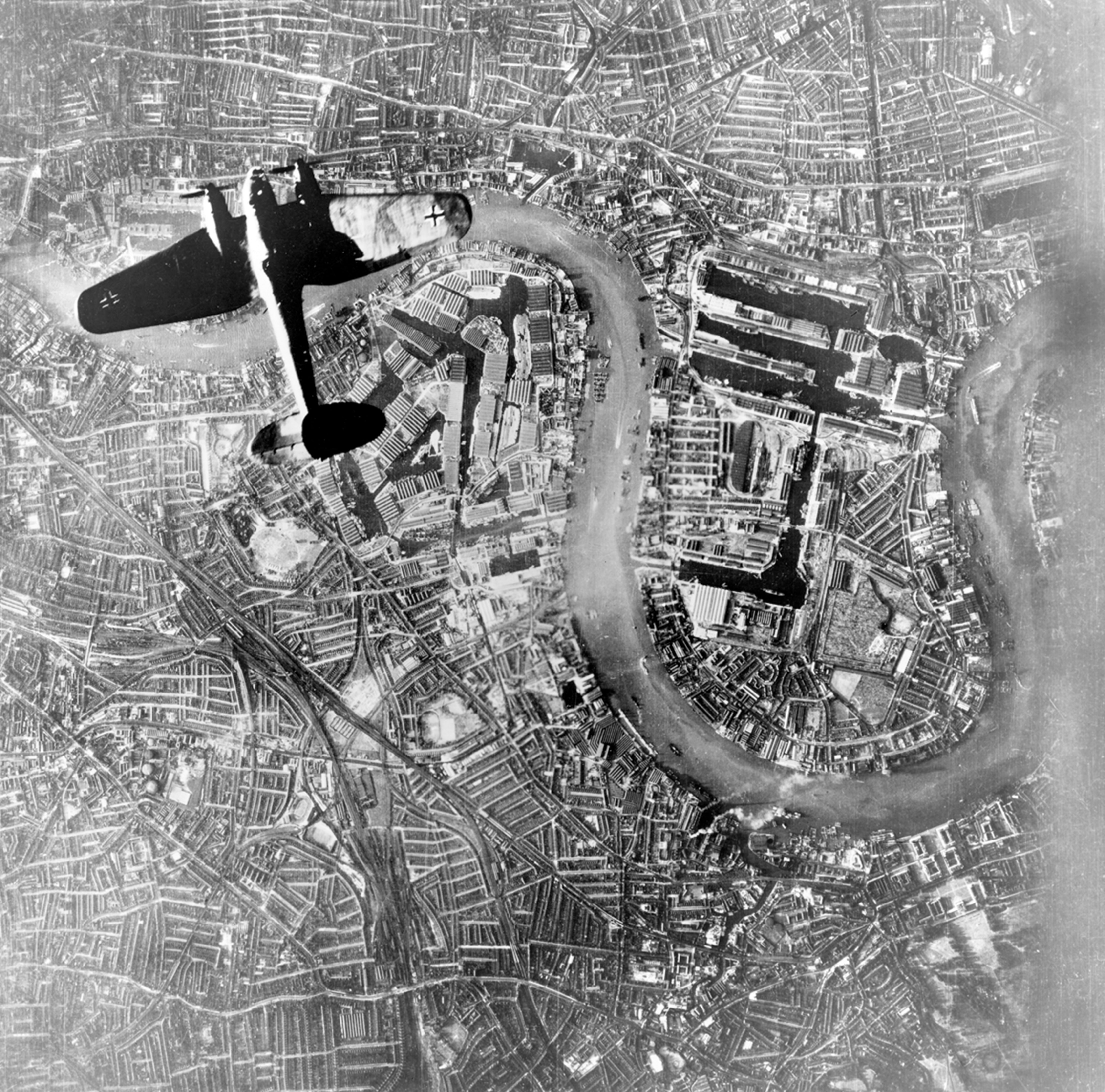
Heinkel He 111 över Wapping.

London brinner.

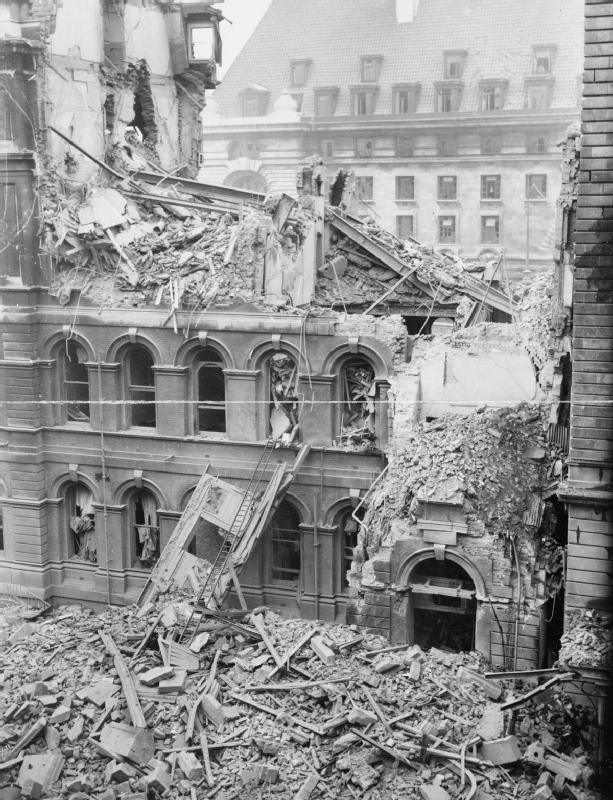
Ett sjukhus i Lambeth som bombskadats.

Blitzen är benämningen på den tyska bomboffensiven mot brittiska städer från hösten 1940 till våren 1941. Hårdast drabbade var London och de stora hamn- och industristäderna. Särskilt förödande blev bombningarna av Coventry.  Blitzen var ett misstag från Tysklands sida; i stället för att fullfölja bombningarna av de brittiska flygbaserna och ledningscentralerna gick man över till bombningarna av städerna. Detta gav britterna tid bygga upp sitt försvar igen. Tanken med blitzen var tvåfaldig, dels ville man eliminera Royal Air Force, dels ville man bryta britternas motståndsvilja. Eftersom man gjorde båda sakerna samtidigt splittrades Tysklands kraft. Hade man hållit fast vid att eliminera flygbaserna och ledningscentralerna i stället för att skifta mål till städerna redan i september hade britterna fått långt svårare att upprätthålla luftförsvaret.
Under krigets första år hade tyskarna ett mycket starkt flygvapen, Luftwaffe. En invasion av Storbritannien, något som hade beslutats av Adolf Hitler, krävde att det brittiska flygvapnet oskadliggjordes så att tyskt luftherravälde åstadkoms. Detta misslyckades Luftwaffe med då de tyska jaktplanen inte förmådde besegra de brittiska jaktplanen (Luftwaffes förluster var dubbelt så stora) och därmed var en tysk invasion omöjlig att genomföra. En lärdom som alla militärstrateger drog efter kriget var att ett mycket effektivt flygvapen numera var ett måste för att kriget på marken skulle bli framgångsrikt.
Luftwaffe hade 1000-1500 jaktplan och ca 1 200 bombplan. Britterna hade bara 600–700 jaktplan men vissa väsentliga fördelar. Produktionskapaciteten vad gällde jaktplan var större än tyskarnas, och den dynamiske ministern för flygplansproduktionen Lord Beaverbrook kunde hela tiden bygga i fatt förlusterna både i piloter och flygplan. Britterna var mycket samspelta och de hade bra kommunikationsmedel. Deras radar spelade också en stor roll. Tyskarnas kommunikationer fungerade väldigt dåligt och nedskjutna piloter kunde inte bärgas och sättas in på nytt i striderna.
Den 15 augusti kom det första anfallet med 1000 flygplan.  Efter att konsekvent ha bekämpat britternas baser och ledningssystem övergick tyskarna 7 september till ren terrorbombning av London. 900 flygplan sattes in i en enda våg. De materiella skadorna blev stora liksom förlusterna i människoliv. Trots att räderna fortsatte dygn efter dygn blev det dock aldrig panik. Det brittiska jaktförsvaret, som varit hårt pressat under augusti, reste sig på nytt. Den 5 oktober övergick tyskarna till nattbombningar.
Slaget om Storbritannien var en av krigets avgörande händelser. Churchill sade att aldrig hade så många haft så få att tacka för så mycket ("Never in the field of human conflict was so much owed by so many to so few"), men det var inte bara de brittiska piloterna utan hela folkets motståndsvilja det handlade om. Att Royal Air Force efter slaget var i det närmaste lika utmattat som Luftwaffe lyckades britterna dölja för både vänner och fiender. Förlusterna i nedskjutna flygplan har räknats fram till 1 733 på den tyska sidan och 915 på den brittiska.

### Nordafrika

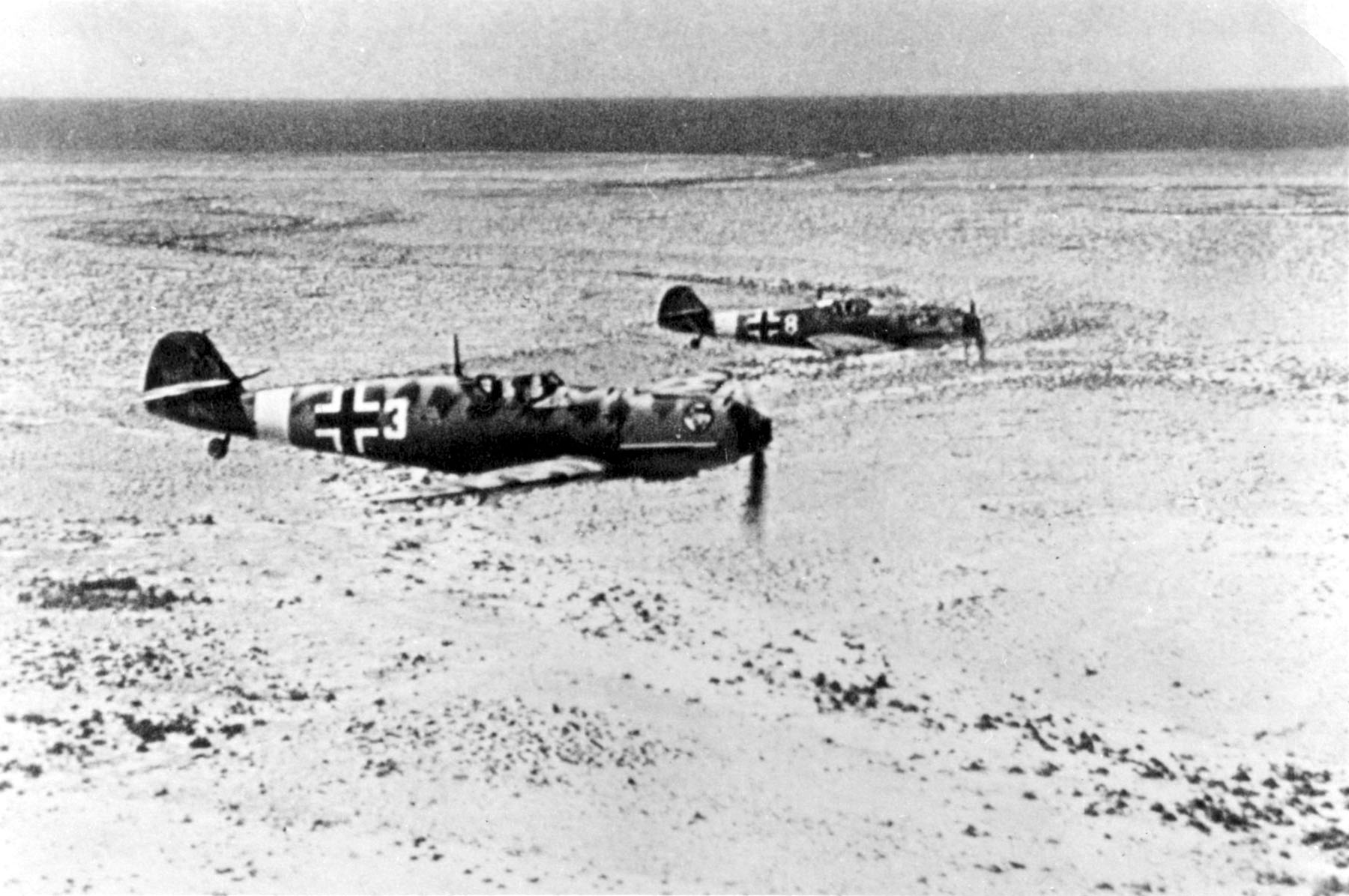
Messerschmitt Me 109 över öknen i Nordafrika.

Under Ökenkriget i Nordafrika 1940-1943 var det Luftwaffes slutliga oförmåga att bekämpa Royal Air Force:s bombflyg och torpedflyg vilket, tillsammans med den tyska marinens misslyckade bekämpning av det brittiska ubåtsvapnet i Medelhavet, som avgjorde kriget, eftersom bägge sidorna var totalt beroende av tillförsel utifrån av materiel och förnödenheter.

### Östfronten

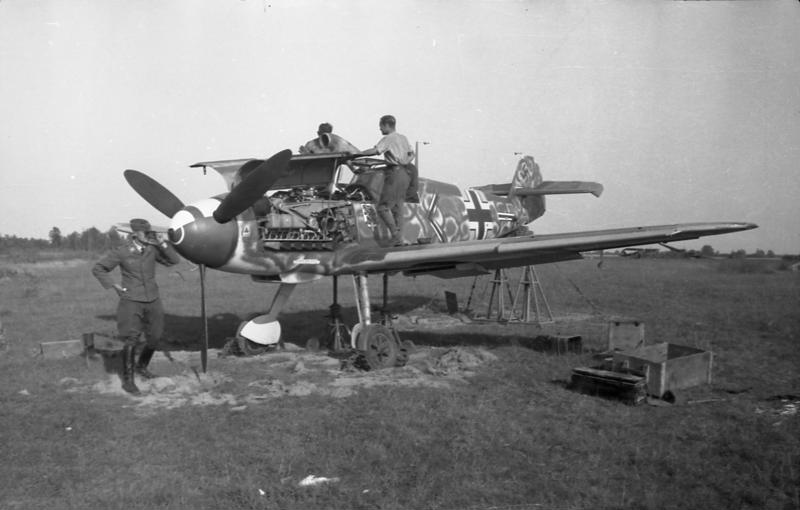
Underhåll på en Me 109 vid Leningradfronten.

Under det tyska anfallet mot Sovjetunionen - Operation Barbarossa 1941, hade den tyska blixtkrigstaktiken stora framgångar, vilket inte minst berodde på Luftwaffes effektivitet som taktiskt flygvapen. Under det fortsatta kriget i Ryssland åstadkom dock vintern och kölden enorma problem för tysk personal och tysk materiel, vilka bägge visade sig oförmögna att operera effektivt i 40 graders kyla. Avsaknaden av strategisk kapacitet och överhuvudtaget av ett utvecklat strategiskt tänkande resulterade i att Luftwaffe kom att användas som flygande artilleri - visserligen ett mycket effektivt sådant, vilket bland annat visas av attackflygaren Hans-Ulrich Rudel, som förstörde över 300 sovjetiska stridsvagnar - men den sovjetiska industriella kapaciteten kom att förbli oskadad utom räckhåll bakom den direkta frontlinjen.

### Slaget om Atlanten
Under slaget om Atlanten utvecklades efterhand ett effektivt samarbete mellan den tyska marinens ubåtsvapen och Luftwaffes fjärrspanings- och bombförband vilket ledde till att de allierade konvojerna till Ryssland under 1942 och början av 1943 sänktes i snabbare takt än de allierade kunde bygga nytt tonnage. Effektivare motåtgärder, inte minst effektivare konvojering med utökat jagarskydd, effektivare luftvärn och jaktflyg gjorde att Luftwaffe från våren 1943 inte längre kunde lokalisera konvojerna och vägleda ubåtarna till sina mål.

### Bombningarna av Tyskland

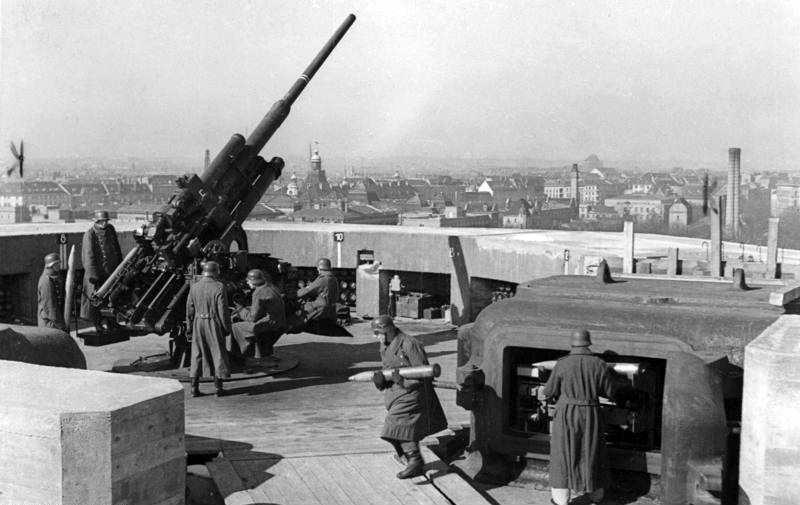
Luftvärnstorn vid Berlins zoo.

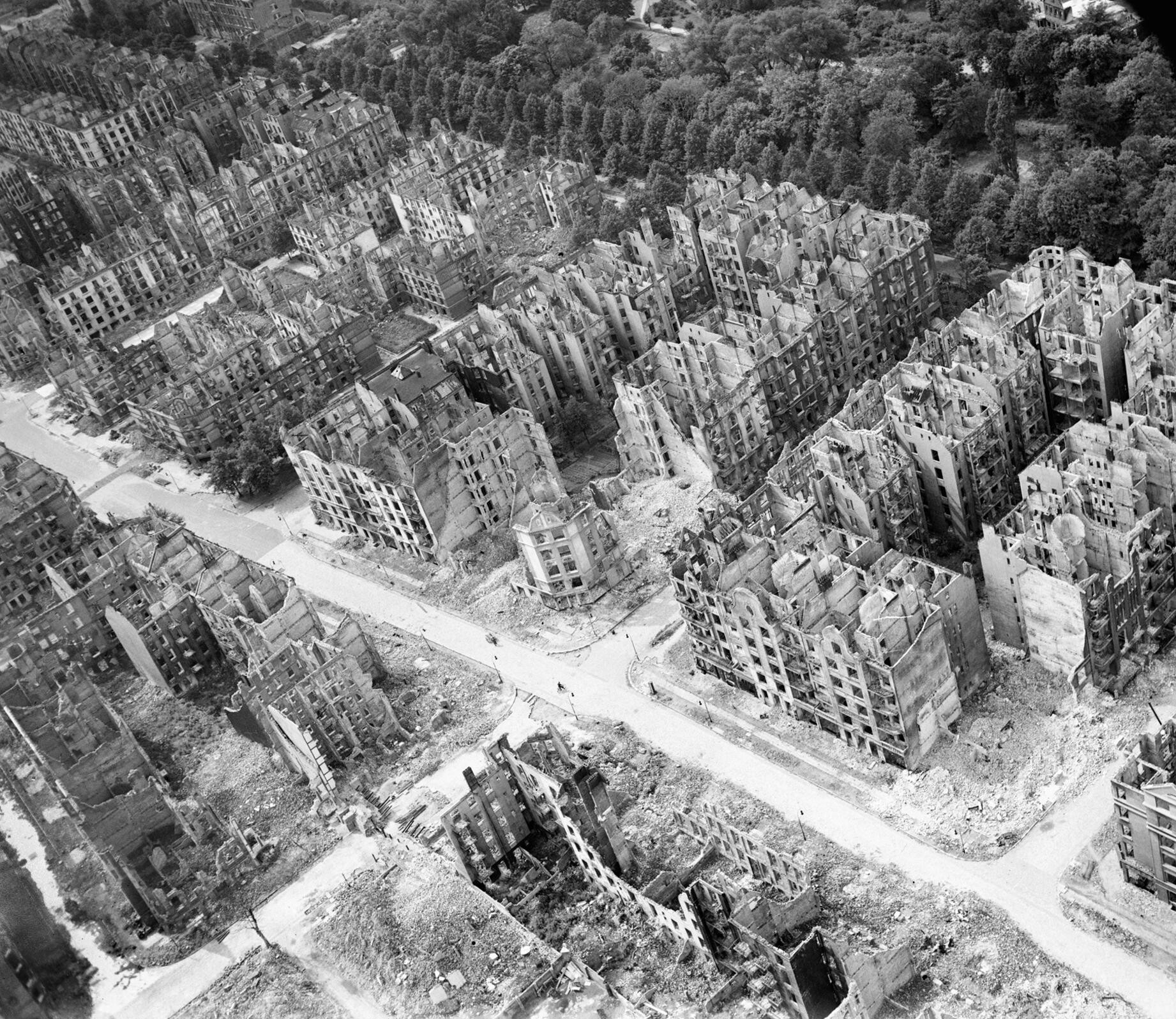
Hamburg förstört efter Operation Gomorrah, 1943.

Under slaget om Riket (den allierade strategiska bombningen av Tyskland) misslyckades Luftwaffe med att försvara det tyska hemlandet. Flygstriderna omfattade tusentals stridsflygplan, dussintals flygflottiljer och hundratals luftstrider. RAF:s nattliga ytbombningar av tyska städer och andra civila mål ledde till oerhörda mänskliga förluster, men snarast stärkte än försvagade den tyska motståndskraften och viljan att kämpa även mot de västallierade. De amerikanska dagbombningarna mot militära och ekonomiska mål undergrävde dock Tysklands militärekonomiska stridsförmåga. Bombningen av de rumänska oljefälten och de tyska anläggningarna för framställning av syntetiskt bensin ledde till exempel till att den tyska armén var mer beroende av anspannsförband 1944 än vad den hade varit 1940. Den brist på flygbensin som därmed också åstadkoms var förödande för Luftwaffes operativa förmåga, liksom bombanfallen mot de tyska flygtillverkarna. Vissa spektakulära tekniska genombrott, som Messerschmitt Me 262, Messerschmitt Me 163 och Heinkel He 162, världens första operativa jetjaktplan eller förekomsten av enstaka jaktflygäss, som Erich Hartmann, världens främste jaktflygare med 352 luftsegrar, förändrade inte den strategiska situationen. Efter sommaren 1944 upphörde därför i praktiken Luftwaffes operativa verksamhet och den tyska armén tvingades under resten av kriget att strida utan flygunderstöd.
- Se även: Luftkriget under andra världskriget

## Organisation

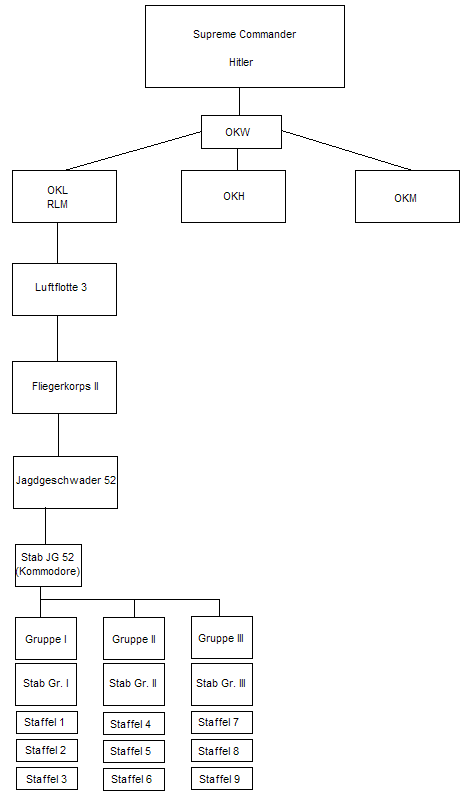
Luftwaffes organisation/principskiss

### Luftwaffes överkommando
Luftwaffe leddes under andra världskriget av Hermann Göring, som riksluftfartsminister och chef för flygvapet; Reichsminister der Luftfahrt und Oberbefehlshaber der Luftwaffe. Under Göring lydde flygvapnets överkommando - Oberkommando der Luftwaffe (OKL). OKL bestod av:
- Statssekretariatet och generalinspektionen för flygvapnet
- Flygvapnets generalstab
- Luftförsvarsstaben
- Flygvapnets personalstab
- Utbildningsstaben

Vid krigets utbrott omgrupperades OKL och delades i två delar. En framskjuten del med kodnamnet "Robinson", bestående av chefen för flygstaben, flygvapnets operativa stab, chefen för förbindelseväsendet, utbildningsavdelningen och delar av underrättelseavdelningen, grupperades nära Wehrmachts överkommando (OKW) i Ostpreussen. En kvarblivande del med kodnamn "Kurfürst", bestående av övriga delar av flygvapenledningen, grupperades dels i riksluftfartsministeriet byggnad, dels i en underjordisk bunkeranläggning vid Potsdam Wildpark-Werder.
Operativa order utfärdades av Robinson och sändes direkt till cheferna för luftflottorna (se nedan). Robinson och Kurfürst upprätthöll kontakterna med varandra genom telekommunikationer och genom förbindelseofficerare. Två dagliga stabskonferenser hölls där centrala beslut fattades. Den viktigaste konferensen var ett eftermiddagsmöte i Hitlers högkvarter, där de tre försvarsgrenscheferna deltog.

### Vapenslag
| Luftwaffes fanor (åt- och frånsida) | Luftwaffes fanor (åt- och frånsida) | Luftwaffes fanor (åt- och frånsida) | Luftwaffes fanor (åt- och frånsida) |
| ----------------------------------- | ----------------------------------- | ----------------------------------- | ----------------------------------- |
|                                     |                                     |                                     |                                     |
| Flygtrupperna                       | Luftvärnsartilleriet                | Flygsignaltrupperna                 | Fallskärmsjägarna                   |

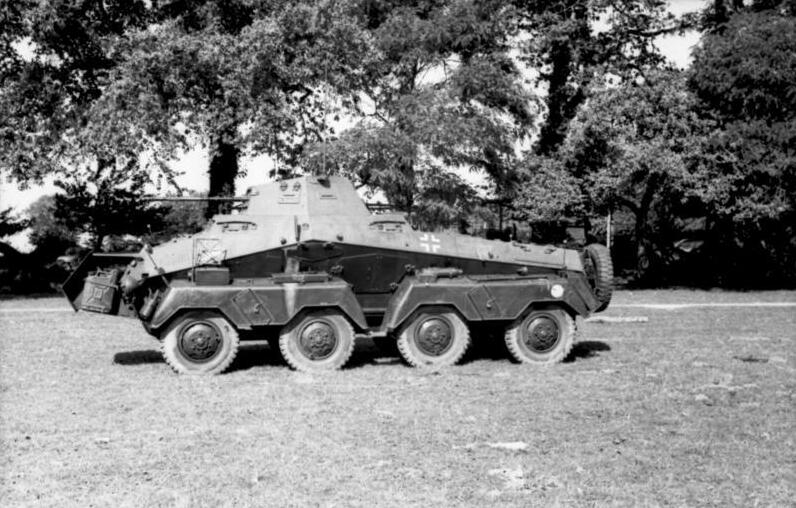
Pansarbil av typen SdKfz 231 tillhörig Division "Hermann Göring" 1942.

Luftwaffe bestod av flygtrupper (Fliegertruppe), luftvärnsartilleriet (Flakartillerie), flygsignaltrupper (Luftnachrichtentruppe), fallskärmsjägare, sjukvårdstrupper och flygvapnets fältarbetstrupper (Luftwaffenbautruppe). Till flygtrupperna hörde de flygande förbanden och flygbasorganisationen. Flygsignaltrupperna ansvarade för sambandet mellan förband och staber, men även för luftbevakning, både med radar och med observatörer.
Flygvapnet satte också upp markstridsförband, till att börja med ett elitförband - Division "Hermann Göring" - men sedan sommaren 1942 också genom övertalig markpersonal bildade fältförband (Luftwaffenfelddivisionen) med infanteri, artilleri, ingenjörstrupper, signaltrupper, trängtrupper etc. Flygvapnets fältförband överfördes i slutet av 1943 till armén. Division "Hermann Göring" kvarstod dock i Luftwaffe och blev först ett pansarförband under namn av Pansardivision Hermann Göring (senare fallskärmspansardivision "Hermann Göring") för att slutligen utökas till två divisioner under namn av Fallskärmspansarkåren "Hermann Göring".

### Flygande förband
- Luftflotte (flygarmé)

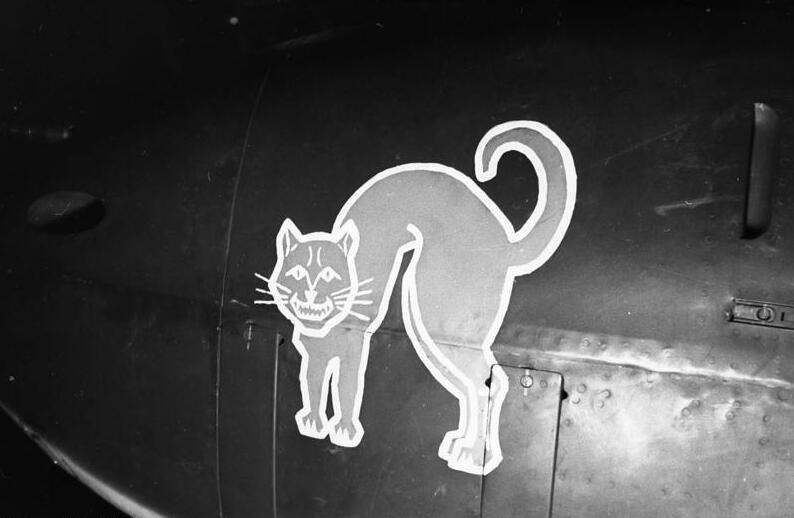
Flottiljemblem för Jagdgeschwader 20 1942

  - En Luftflotte var ett eget flygvapen med jaktflyg, bombflyg, spaningsflyg, markattack och andra förband. Vid krigets början fanns fyra flygarméer, vid krigets slut sju. Under varje flygarmé lydde flera flygarmékårer, eventuella avdelta flygeskadrar samt ett antal Luftgaukommandos (se nedan). Strax innan krigsutbrottet bestod varje luftflotta av 1 500 flygplan.[3]
- Fliegerkorps (flygarmékår)
  - En Fliegerkorps bestod av 300 till 700 flygplan av alla flygslag.
- Fliegerdivision (flygeskader)
- Geschwader (flygflottilj) bestod strax innan krigsutbrottet av 100-150 flygplan av samma flygslag.[4]
  - En Geschwader stod under befäl av en Geschwaderkommodore, vanligen en major, överstelöjtnant eller överste. En jaktflottilj bestod av tre eller fyra flygkårer.
- Gruppe (flygkår) (bataljonsförband utan direkt motsvarighet i svensk eller brittisk struktur)
  - En Gruppe stod under befäl av en Gruppenkommandeur, vanligen en kapten eller major. En jaktflygkår bestod av tre eller fyra divisioner.
- Staffel (flygande division)
  - En Staffel stod under befäl av en Staffelkapitän, vanligen en löjtnant eller kapten. En jaktdivision bestod av 12 flygplan.
- Schwarm (flyggrupp eller dubbelrote)
  - Varje jaktdivision var indelad i flera grupper.
  - Varje jaktgrupp bestod av två Rotten (rotar), vardera bestående av en roteetta och en rotetvåa.
- Kette (flyggrupp)
  - En bombdivision bestod av flera flyggrupper, vardera om tre flygplan i V-formation.

### Luftvärnsförband
- Flak-Korps (6 luftvärnsarmékårer)

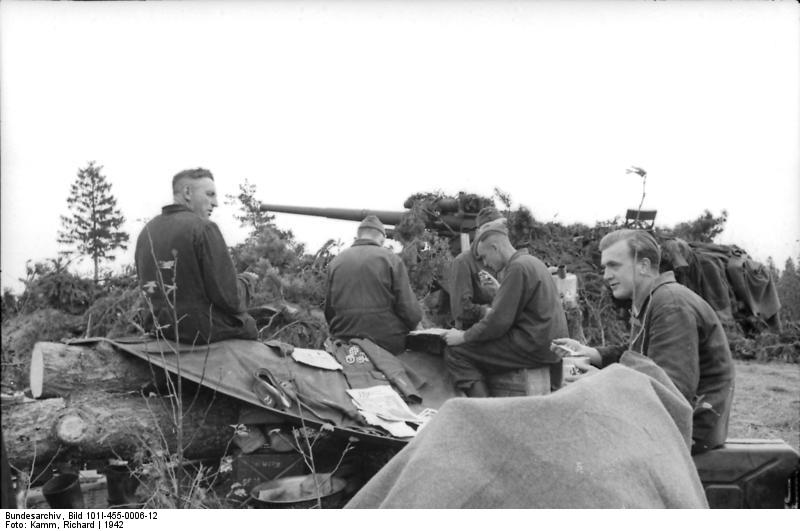
Tysk luftvärnskanonservis i Ryssland 1942

  - En luftvärnsarmékår bestod av två till fyra luftvärnsartillerifördelningar och eventuellt någon avdelad luftvärnsartilleribrigad. Detta högre förband fanns bara vid fronten och var underställd respektive Luftflotte.
- Flak-Division (30 luftvärnsartillerifördelningar)/Flakscheinwerfer-Division (2 luftvärnsstrålkastarfördelningar)
  - En Flak-Division bestod av två till fyra, undantagsvis upp till åtta, luftvärnsartilleriregementen. Vid fronten var de underställd en luftvärnsarmékår, i hemorten ett flygområde (se nedan).
- Flak-Brigade (22 luftvärnsartilleribrigader)/Flakscheinwerfer-Brigade (2 luftvärnsstrålkastarbrigader)
  - Luftvärnsartilleribrigader var vid fronten underställd en luftvärnsarmékår, i hemorten ett flygområde (se nedan).
- Luftvärnsregementen fanns av följande typer.
  - Flak-Regiment (luftvärnsartilleriregementen)
  - Fallschirm-Flak-Regiment (fallskärmsluftvärnsregementen)
  - Festungs-Flak-Regiment (fästningsluftvärnsregemente)
  - Flak-Sturm-Regimenter (luftvärnsstormregementen)
  - Flak-Scheinwerfer-Regiment (luftvärnsstrålkastarregemente)

### Flygsignalförband
Flygsignalförbanden hade till uppgift att upprätta och betjäna de signalförbindelser som erfordrades för ledning av insatser och försvar (med luftbevakning, luftvärn och civilförsvar). Varje luftflotta och varje flygområde hade sitt eget sambandsnät som dock stod i förbindelse med varandra.
- Flygsignalförbanden organiserades enligt följande:[6]
  - Flygsignalregemente om två flygsignalbataljoner
  - Flygsignalbataljon om minst fyra flygsignalkompanier
  - Flygsignalkompanier fanns av följande typer:
    - Trådsignalkompani (telefoni, fjärrskrift, tråd)
    - Radiokompani (telegrafi, telefoni)
    - Radiopejlkompani
    - Blandat signalkompani (telefoni, fjärrskrift, radio, radiopejl)
- Luftbevakningsförbanden tillhörde flygsignaltrupperna.[6]
  - Fasta luftbevakningsstationer och luftbevakningskompanier
  - Motoriserade luftbevakningskompanier
  - Under kriget tillkom radarkompanier

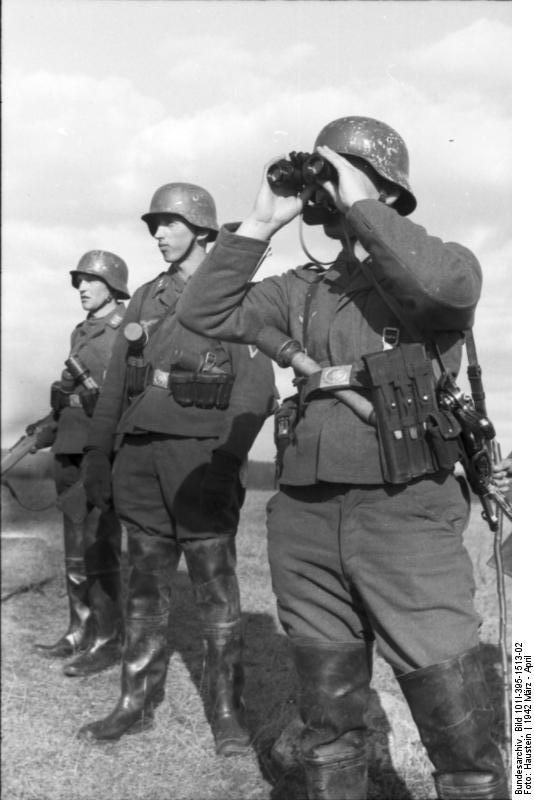
Tre soldater från en Luftwaffen-Felddivision

### Fältarbetsförband
Det tekniska och administrativa ansvaret för Luftwaffes byggnadsverksamhet åvilade dess fortifikationsförvaltning (Luftwaffenbauverwaltung). För byggnadsverksamheten användes i fredstida privata företag och civil personal. Sedan 1938/39 avdelades särskilda förband från Reichsarbeitsdienst för denna uppgift. Av dessa bildades fältarbetskompanier (Luftwaffenbaukompanien) vilka under kriget sammanslogs till bataljoner, regementen och delvis även till brigader. Fältarbetsförbanden deltog i all byggnadsverksamhet inom Luftwaffe, men framförallt för byggandet av start- och landningsbanor.

### Markstridsförband

#### Fallschirmpanzerkorps "Hermann Göring"
Luftvärnsregementet "General Göring" och skytteregementet "General Göring" bildade 1941 luftvärnsbrigaden "Hermann Göring" vilken 1942 utvidgades till division "Hermann Göring". Efter Afrikakårens kapitulation 1943 bildade de i Italien kvarvarande resterna av denna division kärnan till en ny division "Hermann Göring", vilken samma år ombildades till en pansardivision och 1944 till en fallskärmspansardivision. Denna division bildade senare samma år tillsammans med Fallschirm-Panzergrenadier-Division 2 Hermann Göring fallskärmspansarkåren Hermann Göring.

#### Luftwaffen-Felddivisionen

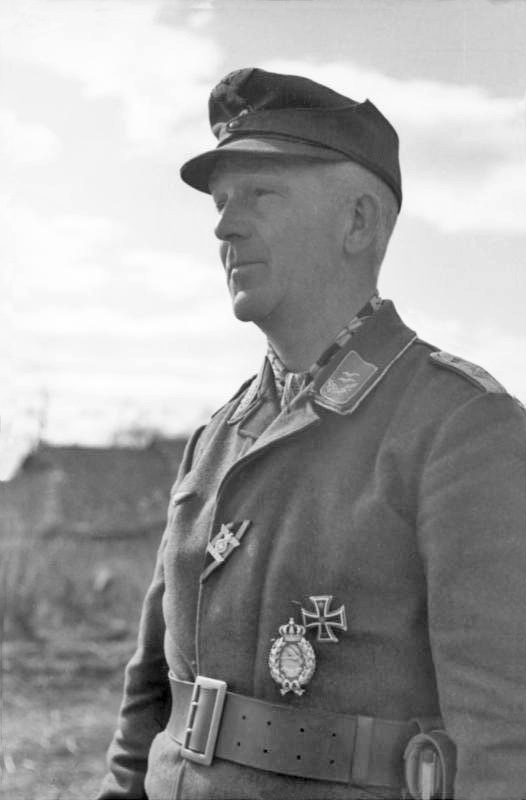
Officer vid en av Luftwaffes fältdivisioner.

Luftwaffes minskande betydelse under kriget gjorde att ett stort antal unga och fältdugliga soldater kunde frigöras för andra uppgifter. Redan under sommaren började Luftwaffe organisera fältbrigader som snart blev till fältdivisioner. Under 1942 uppsattes 15 divisioner och under 1943 ytterligare sju, medan uppsättningen av en åttonde avbröts. Som högre förband bildades fyra armékårer:
- I. Luftwaffen-Feld-Korps
- II. Luftwaffen-Feld-Korps
- III. Luftwaffen-Feld-Korps
- IV. Luftwaffen-Feld-Korps

Fältdivisionernas infanteri kom från Luftwaffes samtidigt nedlagda utbildningsförband för allmänmilitär utbildning, fältartilleriet från luftvärnet, ingenjörstrupperna från fortifikationsförbanden och signaltrupperna från flygsignaltrupperna. Vapen, ammunition, utrustning, fordon och hästar kom från armén. De första åtta divisionerna (Lw.Feld.Div. 1-8) bestod av fyra infanteribataljoner, en pansarvärns-, en luftvärns- och en artilleribataljon samt ett signal- och ett ingenjörskompani. Övriga divisioner (Lw.Feld.Div. 9-21) bestod av två infanteriregementen (Luftwaffen-Jäger-Regimenter) om tre bataljoner, ett artilleriregemente om tre till fyra bataljoner (varav en luftvärnsbataljon) och ett cykelspanings-, ett ingenjörs- och ett signalkompani.
Fältdivisionernas soldater hade mycket begränsad utbildning för markstrid och Luftwaffe vägrade att motta officerare och specialister från armén, varför truppen leddes av chefer och staber utan fronterfarenhet. Allt detta gjorde att fältdivisionerna led mycket stora personella och materiella förluster. I november 1943 överfördes Luftwaffes fältdivisioner till armén.

### Luftwaffes sjukvårdstrupper
Redan innan krigsutbrottet hade Luftwaffe börjat bygga upp sina egna sjukvårdstrupper, med sjukvårdsförband, sjukhus, laboratorier och forskningsanstalter. Vid varje Luftgaukommando och vid Luftwaffes markstridsförband fanns det en Lw-sjukvårdsbataljon. I varje Luftgau fanns det även anstalter för flygmedicinska läkarundersökningar och tandvård samt sjukvårdsdepåer. Vid krigets början uppställdes i varje flygbasområde motoriserade sjukvårdskompanier med två kirurgiska operationslag och en huvudförbandsplats. Ett sådant kompani kunde även bemanna ett fältsjukhus. De var inte underställda den stationära sjukvårdsorganisationen och tilldelades flyg- och luftvärnskårer. Flygande sjuktransportförband, under en flygutbildad flygläkare, användes för första gången under Slaget om Frankrike 1940. Till den stationära sjukvårdsorganisationen hörde även specialistsjukhus, sanatorier och vilohem.

### Luftwaffes propagandatrupper

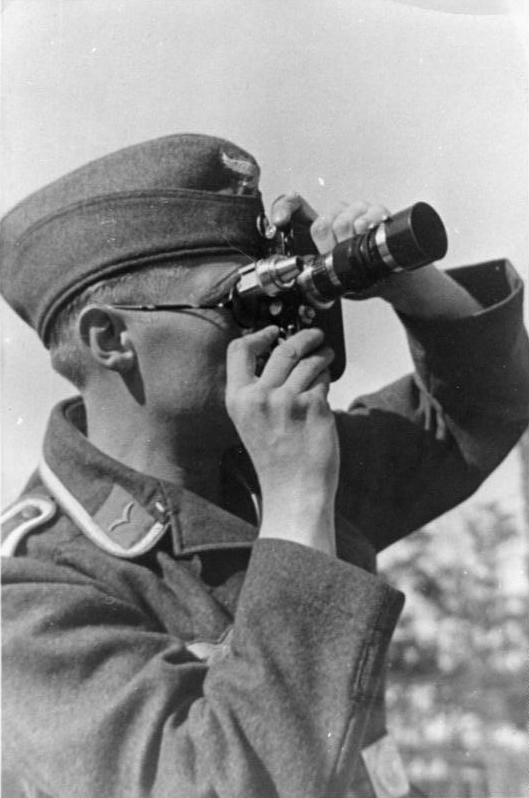
Fotograf i ett krigskorrespondentkompani.

Vid varje flygarmé fanns det från 1939 ett Lw-propagandakompani. De bytte 1940 namn till Lw-krigskorrespondentkompani för att 1943 sammanföras till bataljonsförband. Propagandatruppernas uppdrag låg inom det psykologiska försvarets område. Till dess uppgifter hörde krigsjournalistik, fältartistverksamhet, världsåskådlig uppfostran,  psykologisk krigföring riktad mot fienden, bekämpning av fientlig propaganda samt vilseledning av fienden för att maskera egna militära åtgärder.

### Territoriell indelning

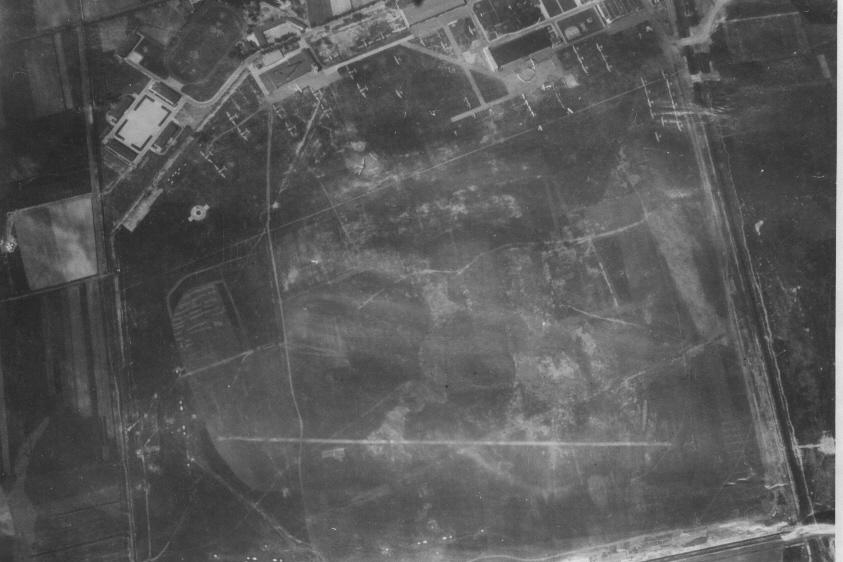
Luftwaffes flygbas Celle-Wietzenbruch från luften 1935

#### Luftgaukommandos (flygområden)
Flygområdena stod under befäl av en general. De hade följande uppgifter:
- Bastjänst för de flygande förbanden
- Luftvärn
- Flygsignaltjänst
- Utbildning
- Inskrivning, rullföring och mobilisering

Vid krigets början fanns flygområdena Luftgaukommando I-XVII. Under kriget tillkom ytterligare åtta områden i de ockuperade områdena. Mot slutet av kriget uppställdes också Feldluftgaukommando XXV-XXX. En del av dessa var ombildade flygområden, andra var nyuppställda.

#### Lägre territoriella enheter

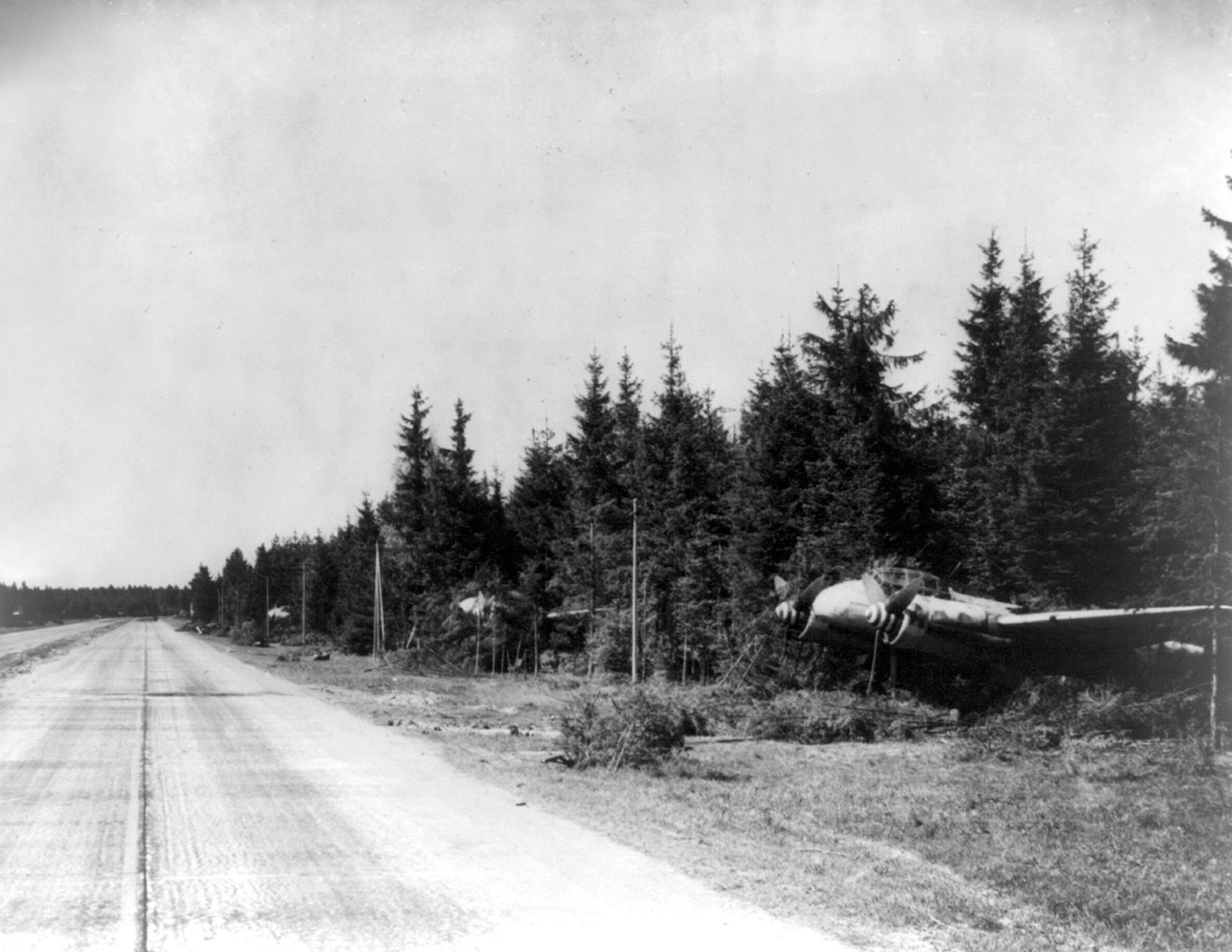
Tyskt flyg använde mot slutet av kriget motorvägar som flygfält

- Flughafenbereichkommandanturen (flygbasområden). Varje Luftgau var indelat i ungefär fem flygbasområden under en kommendant med generalmajors grad.[14]
  - Einsatzhafenkommandanturen (flygbaser). Varje flygbasområde hade fem eller flera flygbaser. Flygbaskommendanten, som hade majors, kaptens eller löjtnants grad, var i operativt hänseende underställd chefen för det flygande förband som för tillfället var stationerat på basen, men i administrativt hänseende underställd flygbasområdeskommendanten.
- Luftverteidigungskommando (luftförsvarskommando). Luftförsvarskommandona var underställda flygområdena och var ledningsorgan för luftvärnet fram till 1941, då de omorganiserades till luftvärnsartillerifördelningar (Flak-Divisionen) (se ovan).

#### Luftvärnsstridsledning
För ledning av luftvärnets verksamhet blev varje Luftgau i hemorten indelat i ett antal Flakgruppen och dessa i ett antal Flakuntergruppen. Flakgrupperna ledde luftvärnets stridsinsatser mot fientligt bombflyg och samordnade luftvärnets insatser med jaktstridsledningen för att undvika eldöppning mot eget flyg. Order till luftvärnsbatterierna förmedlades genom flakundergrupperna.

## Materiel

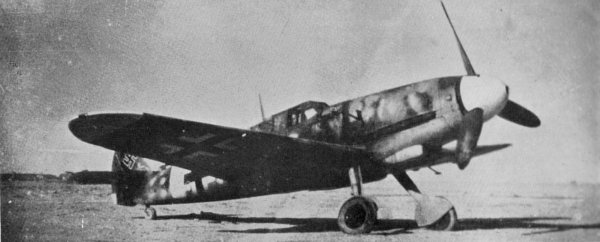
Tyskt jaktplan Messerschmitt Bf 109G

Se: Lista över tyska flygplan i det andra världskriget
I februari 1939 fanns vid Luftwaffe 6 000 flygplan i första linjen.
- Operativt flyg (bombflyg, tungt jaktflyg) = 3 500 flygplan
- Jaktflyg = 1 500 flygplan
- Spaningsflyg = 1 000 flygplan

## Personal
Totalt tjänstgjorde närmare 3,5 miljoner män och kvinnor i Luftwaffe under kriget. Av dessa stupade 165 000, 155 000 saknades och nästan 200 000 blev sårade.

### Personalstyrka

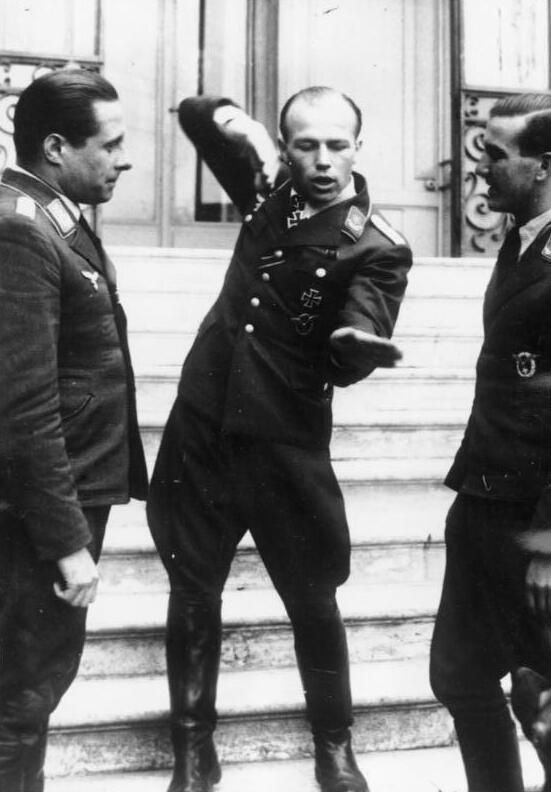
Jaktflygarna Joachim Seegert (vänster), Helmut Wick (mitten), Erich Leie (höger) diskuterar taktik.

- Innan Luftwaffe mobiliserades på hösten 1939 hade det en fredstida personalstyrka om ca 370 000 soldater. Efter krigsutbrottet och mobiliseringen 1939 tjänstgjorde nästan 900 000 soldater i Luftwaffe. Strax innan angreppet mot Sovjetunionen 1941 hade styrkan ökat till ca 1,5 miljoner man. Hösten 1941 tillhörde den militära personalen följande vapenslag, ca 500 000 i flygstridskrafterna, ca 500 000 i luftvärnet, ca 250 000 i flygsignaltrupperna, ca 150 000 i flygvapnets fältarbetsförband och 36 000 i landstormsförband.[17]
- Under perioden november 1943 - juni 1944 nådde Luftwaffe sin största styrka med närmare tre miljoner män och kvinnor i dess led. Av dessa var 1,7 miljoner militärer, 1 miljon civilmilitära tjänstemän och civilanställda samt närmare 300 000 hjälppersonal bestående av kvinnor (Luftwaffenhelferinnen) och manliga ungdomar (Flakwaffenhelfer).[18]
- I oktober 1944 bestod enbart luftvärnet av 600 000 militärer och 520 000 tillhöriga krigsmaktens hjälppersonal (se nedan). Av de sistnämnda var 60 000 manlig personal från Reichsarbeitsdienst, 50 000 Luftwaffenhelfer (manliga ungdomar i åldern 15-17 år), 80 000 Flakwehrmänner (överåriga män) och Flak-V-soldaten (fälttjänstodugliga soldater), 160 000 Flakwaffenhelferinnen (luftvärnslottor) och RAD-Maiden (kvinnlig personal från Reichsarbeitsdienst) samt 170 000 man utländsk hjälppersonal (huvudsakligen Hiwi).[19][20]

### Personalstruktur
Luftwaffes personal indelades i två övergripande kategorier, krigsmän (Wehrmachtangehörige) och krigsmaktens hjälppersonal (Wehrmachtgefolge).

#### Krigsmän
Krigsmännen (Wehrmachtangehörige) utgjordes först och främst av militär personal tillhörande de olika vapenslagen (se ovan). Därtill fanns officerare med specialistkompetens, som till exempel läkare (Offiziere der Sonderlaufbahnen). En viktig personalkategori var också de civilmilitära tjänstemännen (Wehrmachtbeamte (Luftwaffe)), vartill under kriget även räknades stabspolisen (Geheime Feldpolizei). Under kriget överfördes auditörer och intendenter från att vara civilmilitärer till att bli militär personal i en särskild personalkategori (Truppensonderdienst).
Under kriget tillkom  Sonderführer och krigsingenjörer (befäl med underofficers eller officers tjänsteställning), vilket var personal som skulle fylla underofficers- eller officersbefattningar utan att ha föreskriven militär utbildning, och krigstjänstemän (Beamte auf Kriegsdauer) för personal som skulle fylla civilmilitära befattningar utan att ha föreskriven militär utbildning.

#### Krigsmaktens hjälppersonal

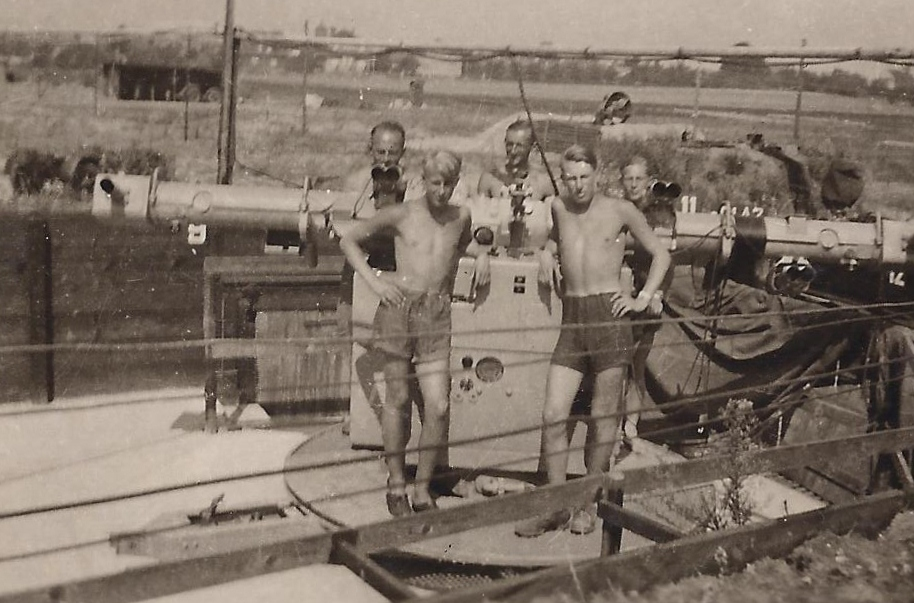
Luftwaffenhelfer i Berlin sommaren 1943.

I fredstid bestod krigsmaktens hjälppersonal (Wehrmachtgefolge) av civilanställda arbetare och tjänstemän. Under kriget tillkom personalen vid Luftschutzwarndienst (civilförsvarets alarmeringsorganisation) och Luftwaffenhelferinnen (flyglottor), samt Luftwaffenhelfer från Hitler Jugend och Flakwehrmänner (rustningsindustrins arbetare och tjänstemän), vilka skulle medverka vid bemanningen av hemortsluftvärnets batterier.
Till Wehrmachtgefolge räknades även personal och förband från de halvmilitära organisationer som under kriget till vissa delar underställdes Luftwaffe. Till dessa hörde Reichsarbeitsdienst och Transportkorps Speer.

### Officerare och vederlikar

#### Utbildning

##### Officerare

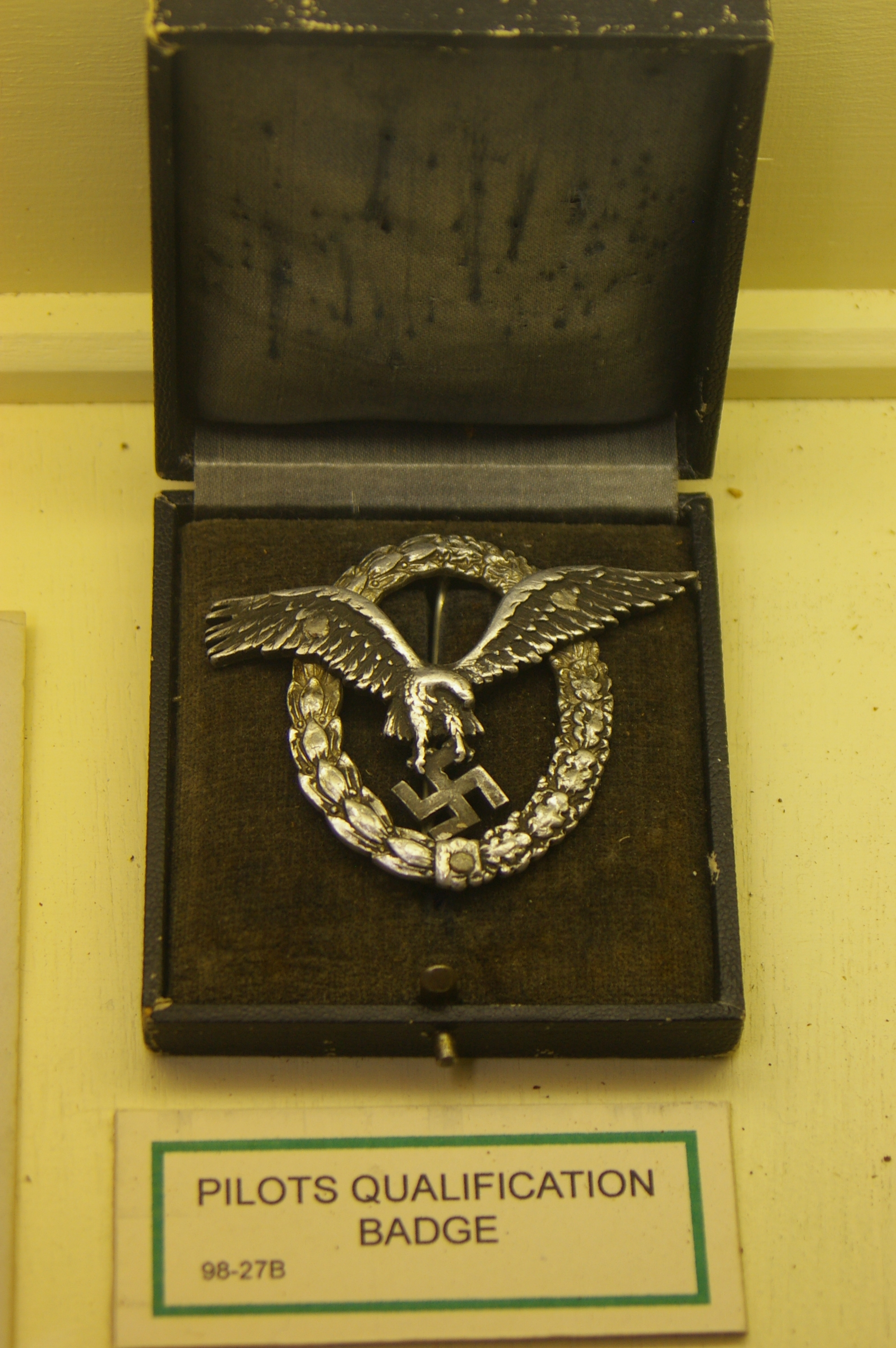
Luftwaffes flygförarmärke

Den fredstida officersutbildningen ägde rum vid fyra flygkrigsskolor i Dresden, Fürstenfeldbruck (München), Wildpark-Werder (Potsdam) och Gatow (Berlin). 1939 utexaminerades ungefär ettusen nya officerare per år. För att bli antagen till officersaspirant krävdes studentexamen, fullgjord arbetsplikt (i Reichsarbeitsdienst) samt förberedande militär utbildning i SA.
Utbildningen vid flygkrigsskolorna var treårig. För blivande officerare i flygtrupperna var utbildningen upplagd enligt nedan.
- Första året omfattade grundläggande militär utbildning i infanteritjänst.
- Andra året omfattade grundläggande flygutbildning och befälsutbildning samt teoretisk utbildning.
- Tredje året omfattade högre teoretisk utbildning tillsammans med kadetter från luftvärnet och flygsignaltrupperna.[21]

Officersaspiranten befordrades efter 18 månader till Gefreiter, efter 20 månader till Unteroffizier och efter andra året till Fähnrich. Fem månader före utbildningens slut skedde befordran till Oberfähnrich.

##### Flygingenjörer
För att bli anställd som flygingenjör krävdes fullgjord värnplikt, reservofficersutbildning samt diplomingenjörsexamen i flygplanskonstruktion samt avlagd statsexamen för flygplanskonstruktörer (Flugbaumeister). Diplomingenjörer med tre års anställning som civilanställd ingenjör vid Luftwaffe antogs också.

### Underofficerare och manskap

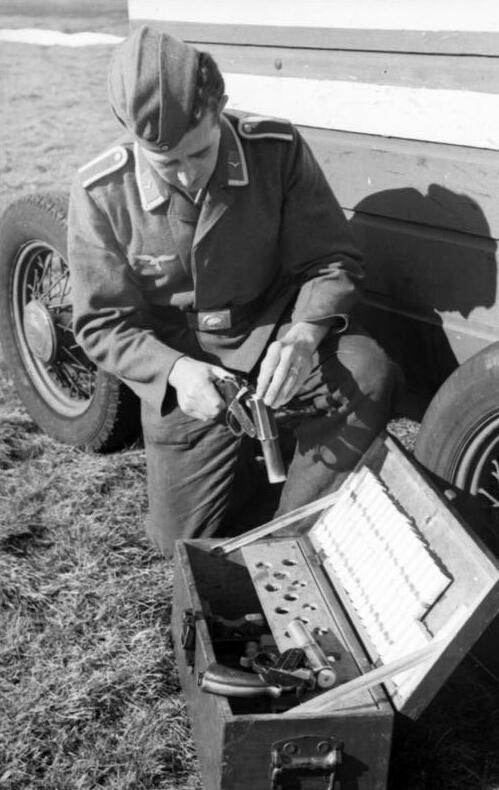
Furir med lyspistol.

I Luftwaffe ingick fast anställd och värnpliktig personal. De värnpliktiga tjänstgjorde i fredstid 2 år. Den fast anställda personalen kunde ingå avtal om anställning för 4 ½ eller 12 års anställning. Efter tolv års anställning kunde en begränsad del av underofficerarna få kvarstå i tjänst, dock högst med arton års anställning. Efter tjänstetidens slut hade de med tolv års anställning företräde till anställning i statlig tjänst.

#### Utbildning
Vid uttagning av värnpliktiga liksom vid anställning av fast anställt manskap lämnades företräde åt dem som hade särskild kompetens inom flygområdet. Dit hörde i första hand de som fått flyg- eller flygteknisk utbildning inom Nationalsozialistisches Fliegerkorps eller Hitler Jugend, specialarbetare inom flygindustrin och civilanställda arbetare vid Luftwaffes egna verkstäder.

##### Flygande personal
Före krigsutbrottet fick det fast anställda manskapet i flygtjänst först en grundläggande allmänmilitär utbildning, sedan en utbildning enligt följande:
- Flygförare 18 månaders utbildning vid flygskola
- Flygspanare 9 månader vid flygspanarskola
- Flygsignalister 9 månader vid flygsignalförbanden och vid flygsignalskola
- Färdmekaniker 6 månader vid flygmekanikerskola och 3 månader vid flygvapenskola

Flygsignalister och färdmekaniker utbildades även till flygskyttar.

##### Civilanställning
Under elfte och tolfte anställningsåret genomgicks Luftwaffes underofficerare kurser för kommande civilanställning vid en Luftwaffenfachschule. Kurs A ledde till högre examen (Abschlussprüfung II motsvarande befordringsexamen för statstjänstemän i högre mellankategorin) och kurs B till en lägre examen (Abschlussprüfung I motsvarande befordringsexamen för statstjänstemän i lägre mellankategorin). Underofficerare som inte var lämpade för denna utbildning deltog obligatoriskt i kurs C, där utbildningen omfattade tyska språket, matematik, maskinskrivning samt politisk undervisning.
Många av Luftwaffes underofficerare blev efter avslutad tolvårig tjänst civilmilitära tjänstemän (se nedan).

### Civilmilitära tjänstemän
Civilmilitära tjänstemän (Wehrmachtbeamte) var statstjänstemän som tjänstgjorde i Luftwaffe i administrativa, rättsvårdande och tekniska befattningar. De var inte civilanställda, då de bar uniform och gradbeteckningar. Den civilmilitära personalstrukturen var dock inte militär, med officerare och underofficerare, utan ordnad som den civila statsförvaltningens, i fyra olika personalkategorier. De avlönades inte efter de militära löneplanerna, utan efter de civila.
I det militära rekryterades de civilmilitära tjänstemännen i stor utsträckning som militäraspiranter, Militäranwärter, dvs. bland före detta underofficerare med tolv års anställning. Alla tjänstemän i den lägre kategorin (einfache Dienst), 90 % av tjänstemännen i den lägre mellankategorin (mittlere Dienst) och 50 % av tjänstemännen i den högre mellankategorin (gehobene Dienst) var rekryterade på detta vis. De hade innan anställningen som civilmilitärer genomgått utbildning vid en Luftwaffenfachschule (se ovan). Intendenturtjänstemän i den högre mellankategorin direktrekryterades bland studenter, som avtjänat två års värnplikt och genomgått ett års intendenturaspirantutbildning. Det var bara de akademiskt bildade tjänstemännen i den högre kategorin (höhere Dienst), som i sin helhet rekryterades direkt från det civila livet. De var dock i regel reservofficersutbildade.